# Schulau (Langballigau)
Die Schulau (Langballigau) (auch Grimbek, dänisch: Grimbæk, abschnittsweise auch Voldewraa-Au) ist ein Fließgewässer im Kreis Schleswig-Flensburg in der Landschaft Angeln in Schleswig-Holstein. Sie wird im Wasser- und Bodenverband Langballigau mit der Gewässernummer B geführt. Sie entspringt als verrohrtes Fließgewässer an einem Knick am östlichen Waldrand des Husbyries im Ortsteil Snorrum der Gemeinde Husby unweit der Wasserscheide von Nord- und Ostsee. Sie fließt zunächst nach Norden und kommt nach 260 Meter zum ersten Mal zu Tage. Nach 208 Meter verschwindet die Schulau für weitere 70 Meter beim Gehöft Spang 12 in einem Rohr mit 40 Zentimeter Innendurchmesser, um nach weiteren 250 Meter wieder für 260 Meter in einem Rohr zu verschwinden. Zwischen Spang und Kattberg bildet der Lauf die Grenze zwischen den Kirchspielen Husby und Grundhof. Die Au durchquert bis zur Kattberger Straße ein Grünlandgebiet. Nach der Unterquerung der Kattberger Straße fließt sie wieder für 100 Meter in einem Rohr und kommt in einem Acker wieder zu Tage. Die Schulau durchquert den Ortsteil Voldewraa und wendet sich im Ortsteil Hodderup nach Nordosten, wo sie am Ostrand des Ortsteils Langballig der Gemeinde Langballig die Bundesstraße B 199 unterquert. Sie durchquert den Ortskern in östlicher Richtung und betritt im Ortsteil Unewattfeld-Laiker das Naturschutzgebiet Tal der Langballigau. Hier hat die Schulau  ein tief eingeschnittenes Tal gebildet, das sich kurz vor der Mündung in die Langballigau zu einem Auenwald verbreitert. Im neunzehnten Jahrhundert war dieser Teil des Tales der Schulau noch nicht bewaldet, siehe Bild 1.
Die Schulau hat eine Gesamtlänge von 9,75 Kilometer, wovon 695 Meter unterirdisch verlaufen, siehe Karte 1. Das Naturschutzgebiet ist seit dem Jahre 2006 Teil des europäischen NATURA 2000-Schutzgebietes FFH-Gebiet Küstenbereiche der Flensburger Förde von Flensburg bis Geltinger Birk.

## Ökologie
Die Schulau wird von der Bundesanstalt für Gewässerkunde (BfG) als berichtspflichtiges Gewässer über den ökologischen und chemischen Zustand eines Wasserkörpers an die Europäische Union zur Einhaltung der europäischen Wasserrahmenrichtlinie (WRRL) geführt. Sie ist Teil des Wasserkörpers „Langballigau“, der den Unterlauf der Langballigau bis zu deren  Mündung in die Flensburger Förde und die gesamte Länge der Schulau von der Quelle bis zur Mündung in die Langballigau umfasst. An der Schulau befinden sich 7 Messstellen für Chemie und Biologie des Landesamtes für Umwelt des Landes Schleswig-Holstein (LfU SH), siehe Karte 2. Für den Unterlauf der Schulau wurde laut Digitalem Strukturverzeichnis (DSV) des Landesverbandes der Wasser- und Bodenverbände Schleswig-Holstein (LWBV), den Wasser- und Bodenverbänden (WBV) und dem Land Schleswig-Holstein (LLUR) überwiegend die Gesamtbewertung „mäßig“ vergeben (in DSV-Karte hellgrün). Der Oberlauf der Schulau südlich der B 199 dagegen ist nur mit „unbefriedigend“ eingestuft worden (in DSV-Karte ockerfarben). Innerhalb des Naturschutzgebietes Tal der Langballigau gibt es auch Abschnitte, die mit „gut“ bewertet wurden (in DSV-Karte dunkelgrün).
Bis zum Jahre 2028 muss gemäß WRRL für alle Gewässer in der Europäischen Union ein „guter“ ökologischer und chemischer Zustand erreicht werden.

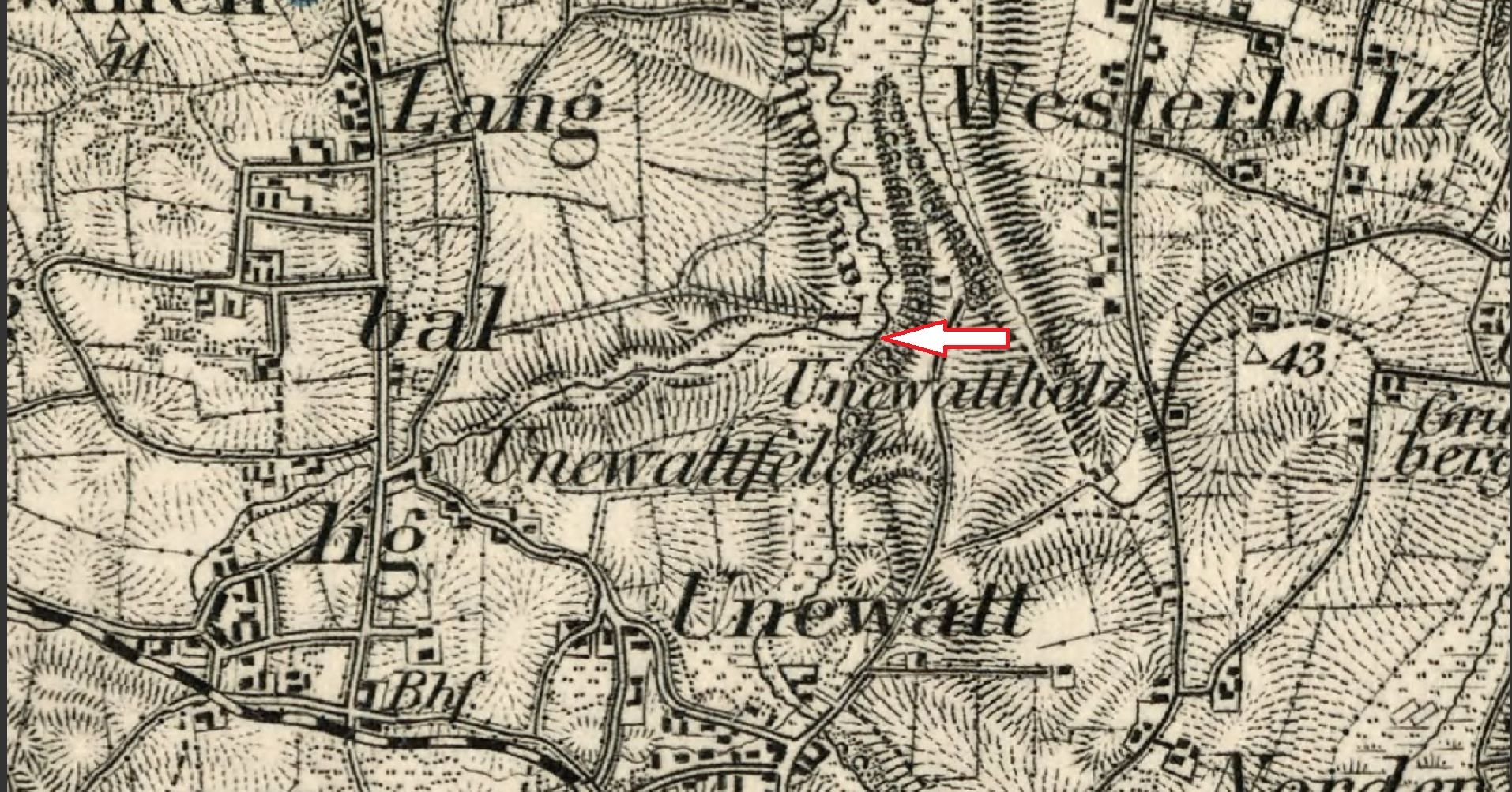
Bild 1ː Mündungsgebiet der Schulau in die Langballigau um 1893

| Wasserkörperbezeichnung | Kennung           | Wasserkörperlänge [km] | Gewässertyp                                   | Kategorie | Ökologisches Potenzial (gesamt) | Chemischer Zustand (gesamt) | Schadstoffe mit Überschreitung der Umweltqualitätsnorm (UQN)                    |
| ----------------------- | ----------------- | ---------------------- | --------------------------------------------- | --------- | ------------------------------- | --------------------------- | ------------------------------------------------------------------------------- |
| Langballigau            | DERW_DESH_FF_05_B | 18,83                  | Kiesgeprägte Tieflandbäche (LAWA-Typcode: 16) | natürlich | unbefriedigend                  | nicht gut                   | Nitrate, Bromierte Diphenylether (BDE), Quecksilber und Quecksilberverbindungen |

## Geschichte
Der Gewässername findet erstmals 1648 als Grimbeck schriftlich Erwähnung. Bei dem Namen handelt es sich vermutlich um eine Ellipse nach dem Ortsnamen Grundhof (dän. Grumtoft). Die Grimbek wird im Bereich Voldewraas bis zur Nordstraße auch Voldewraa-Au (Fulbro Å bzw. Fuldbro Å) und in Langballig auch Schulau genannt.

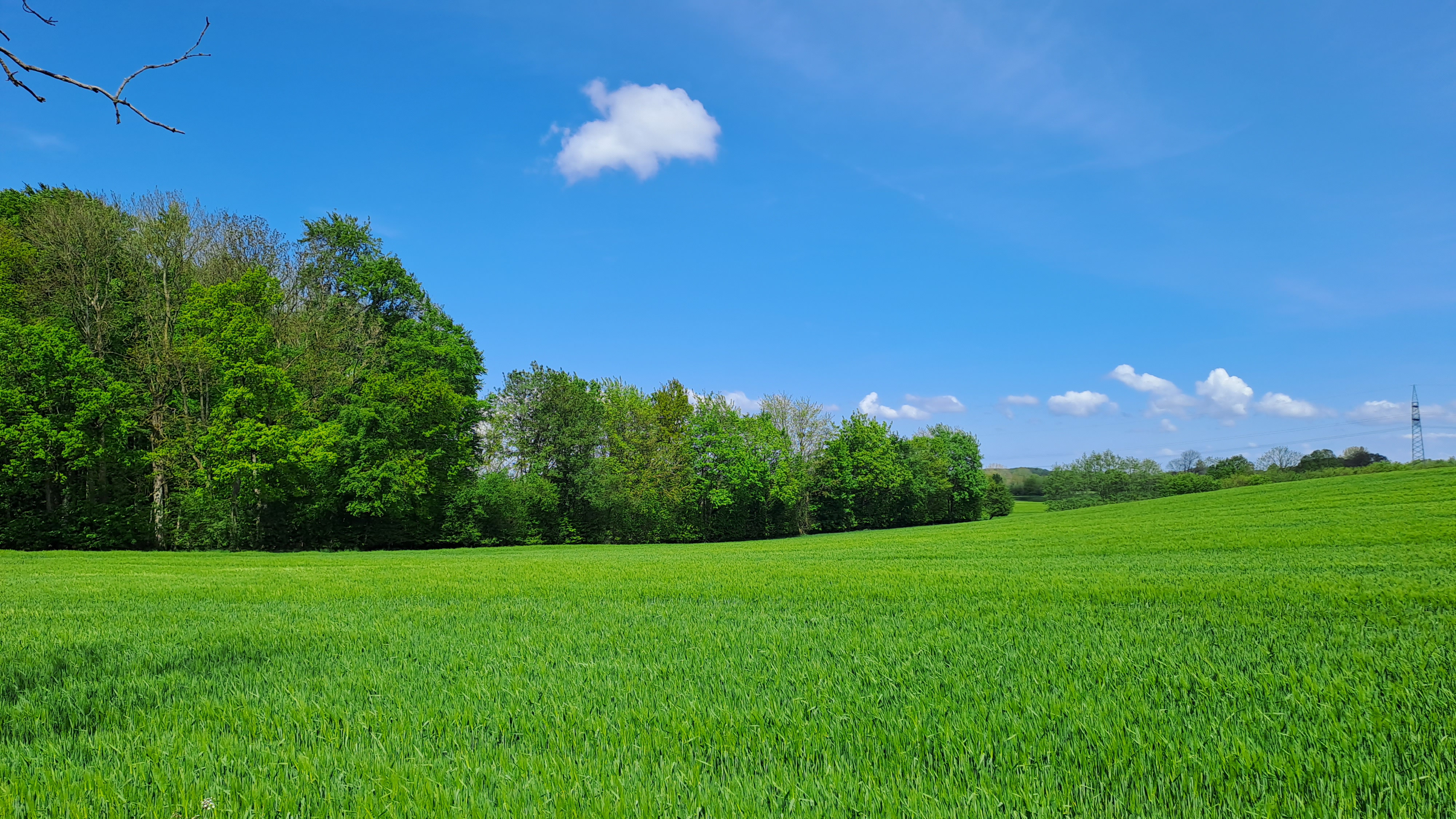
Quellgebiet der Schulau in Husbyries
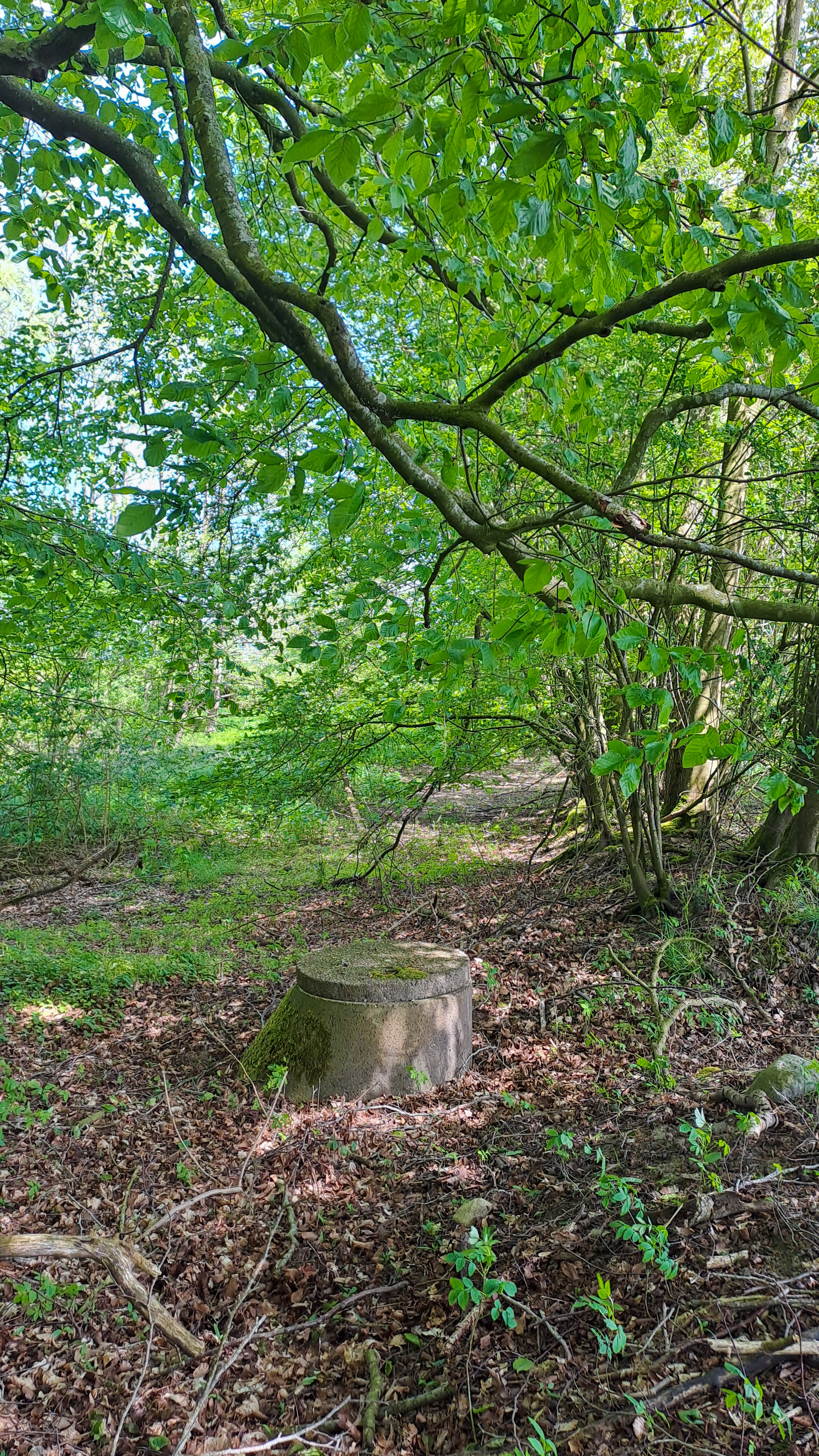
Quelle der Schulau im Wald bei Husbyries
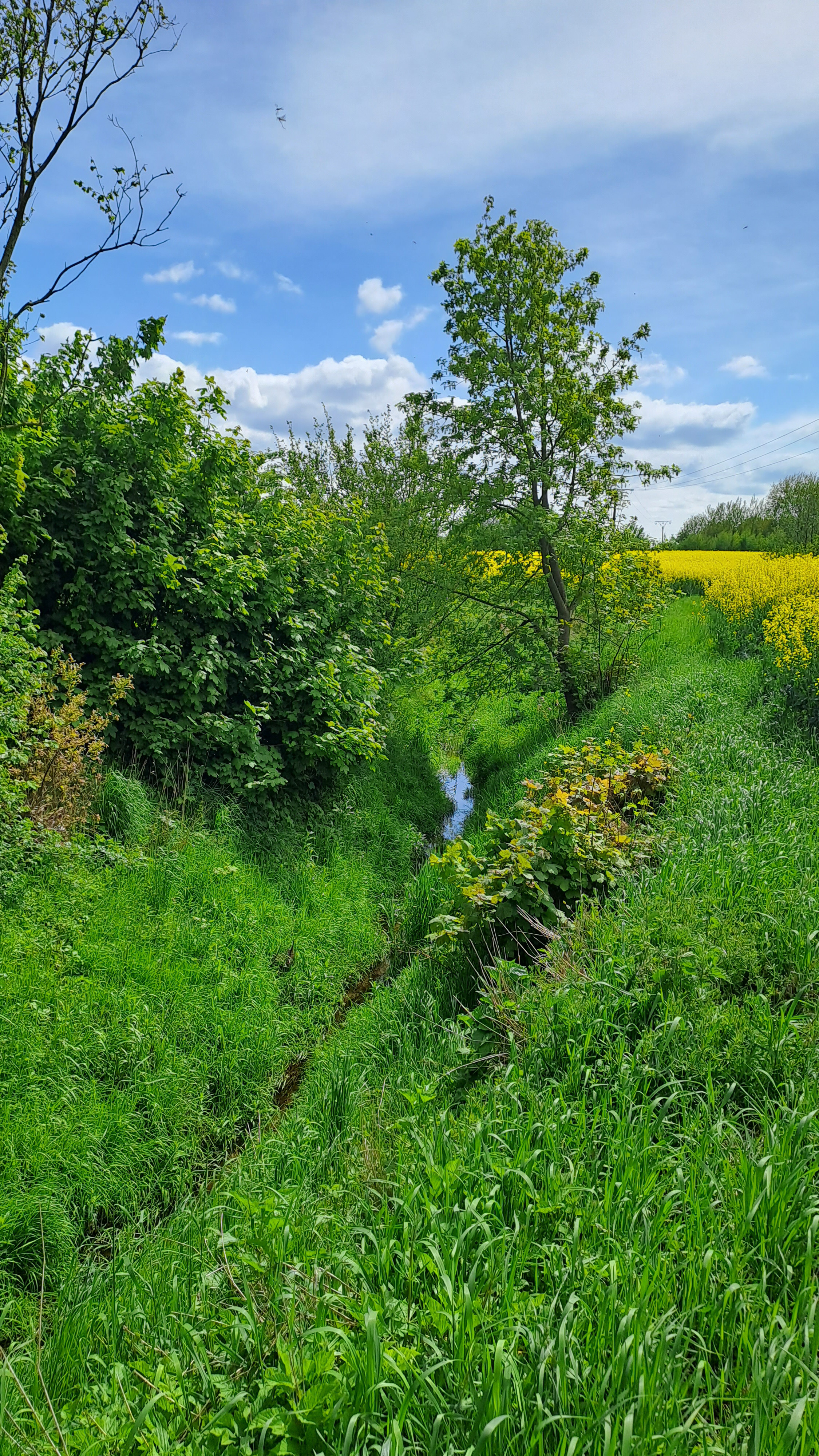
Schulau an der Unterquerung der Bachstraße in Voldewraa
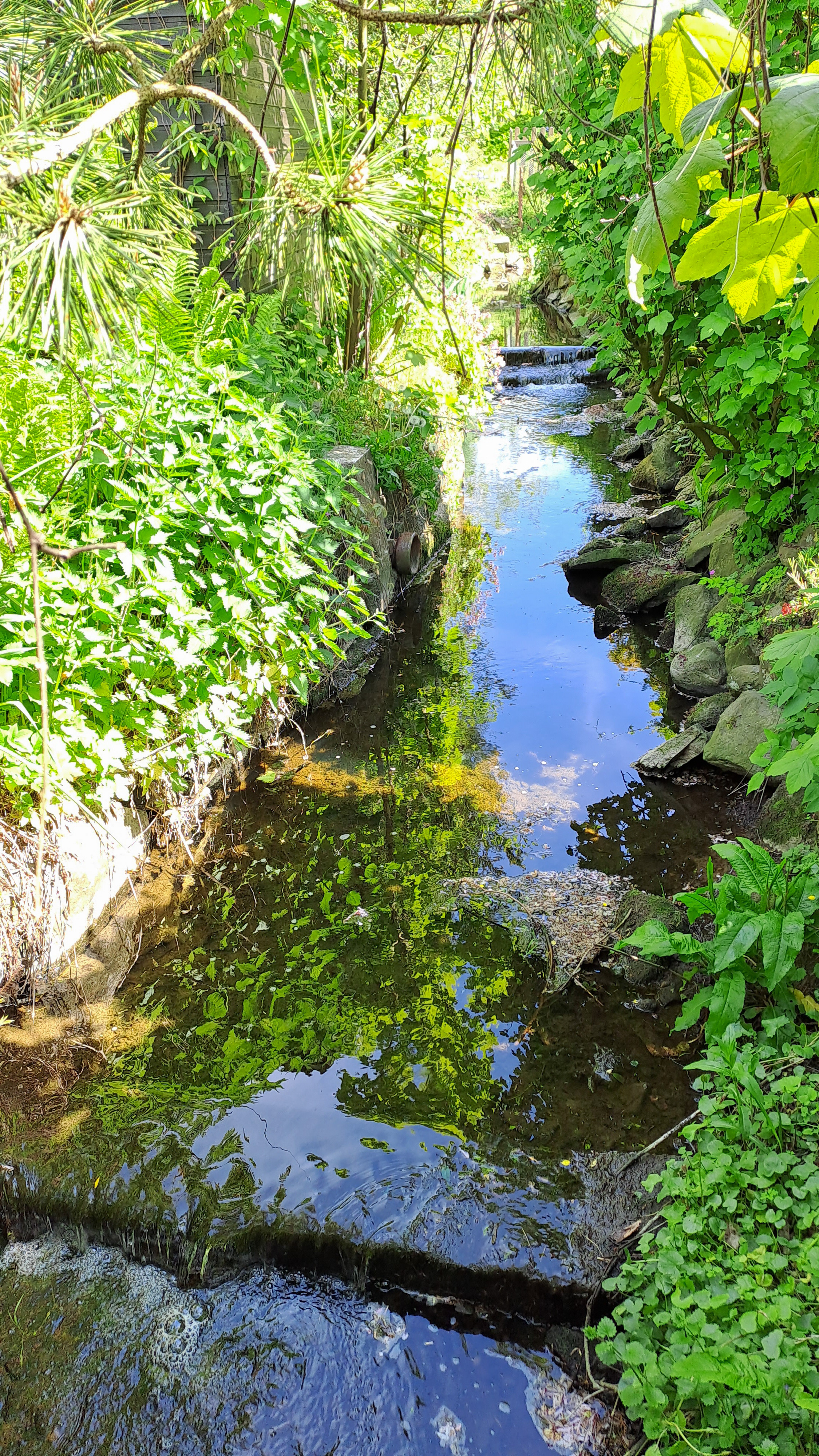
Schulau an der Schulstraße in Langballig
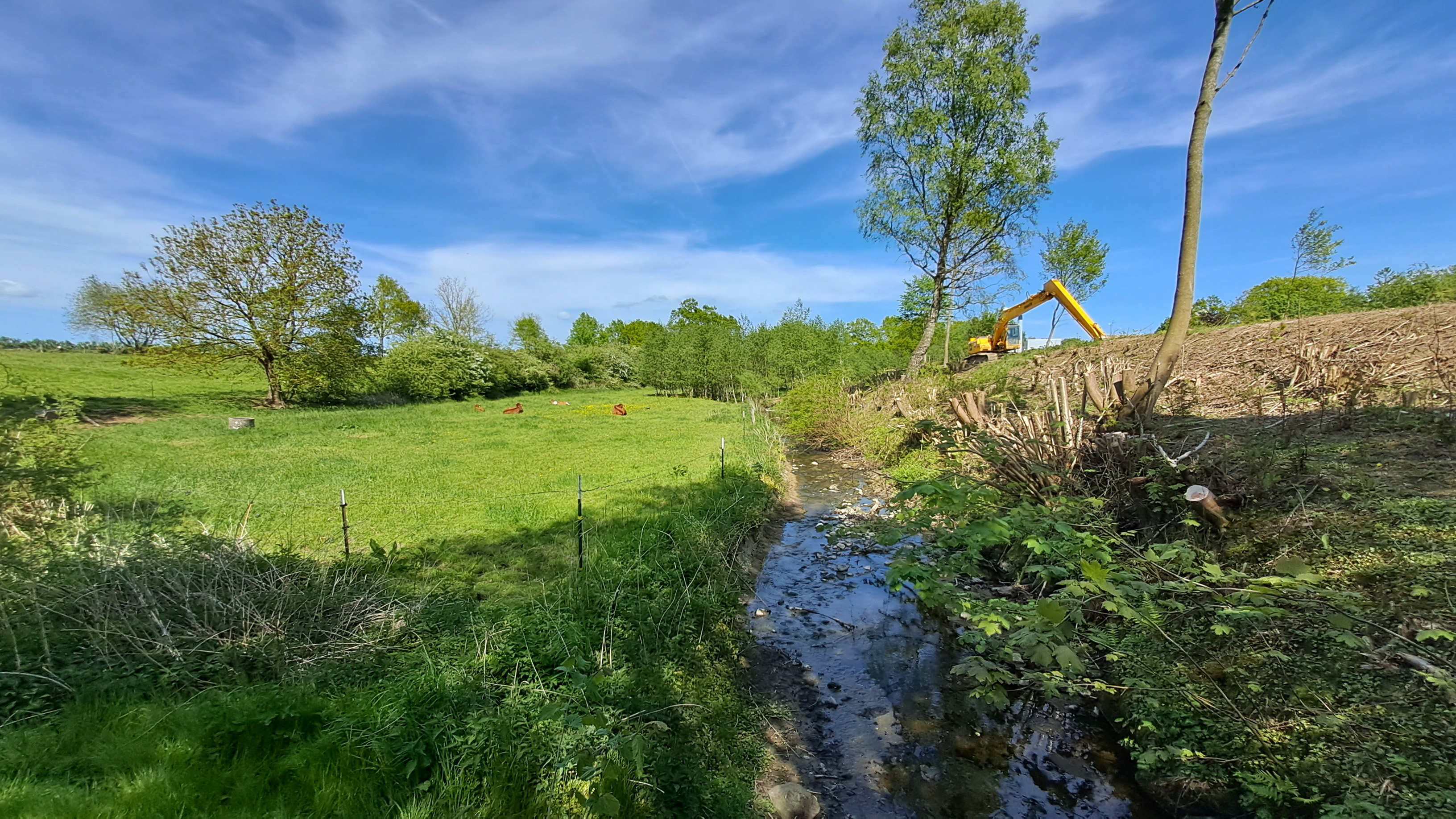
Schulau am Wanderweg zwischen den Straßen An de Beek und Osterlücke in Langballig
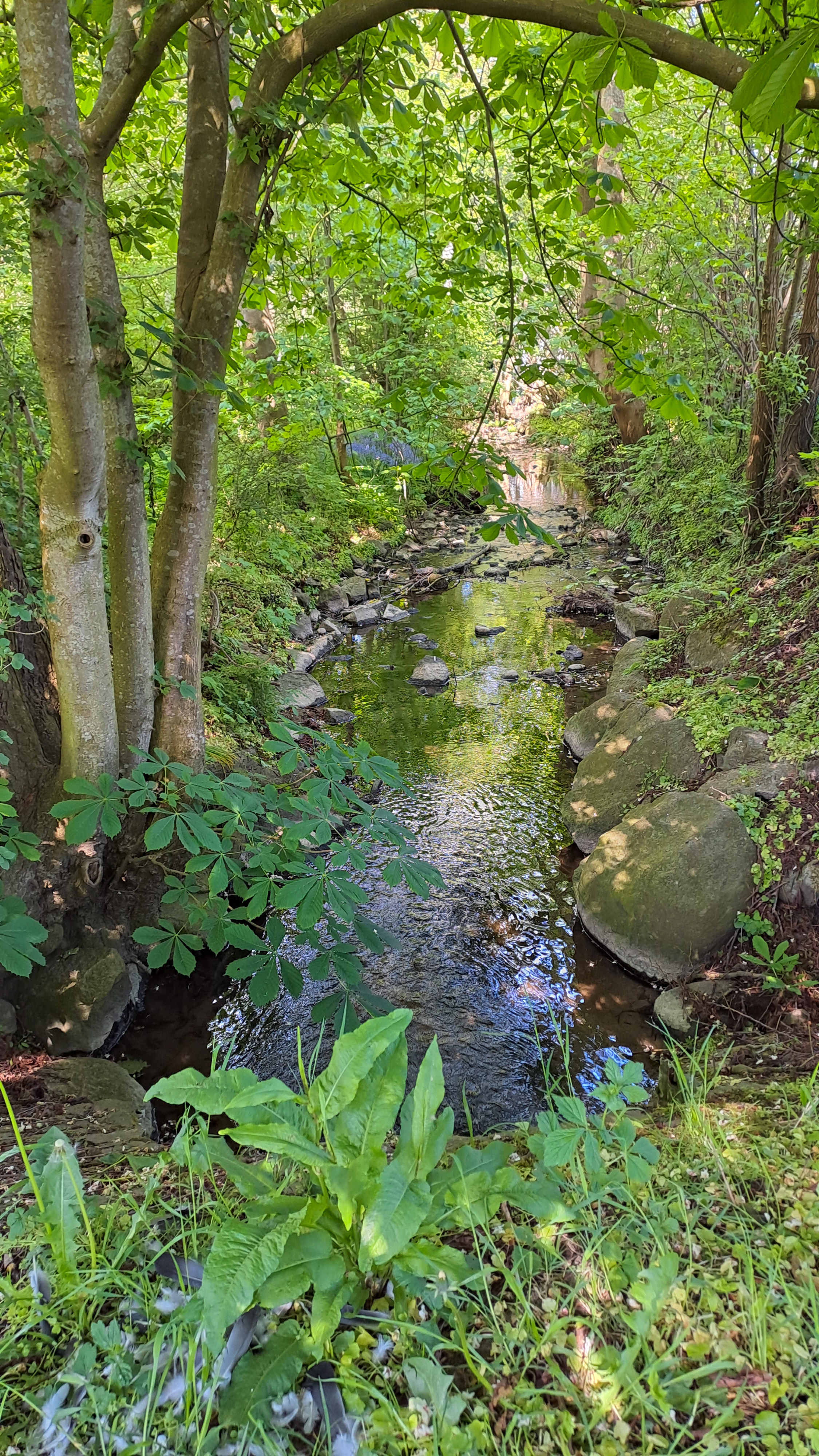
Schulau an der Straße An der Schulau in Langballig
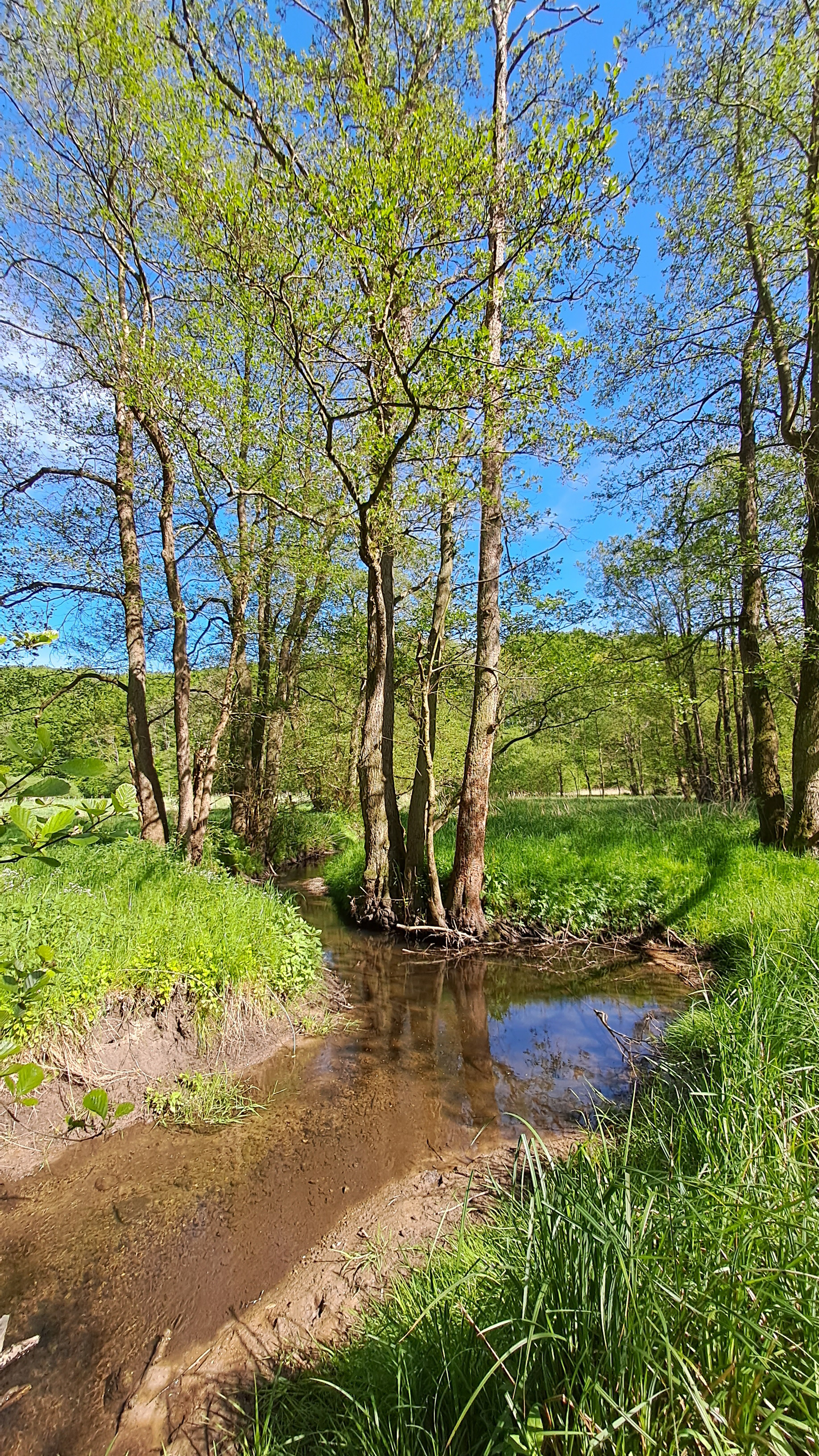
Schulau kurz vor der Mündung in die Langballigau